# Receptor da proteína C endotelial
O receptor da proteína C endotelial (EPCR), também conhecido como receptor proteína C activada (APC receptor) é uma proteína que, em humanos, é codificada pelo gene PROCR. PROCR também foi recentemente designado de CD201 (cluster de diferenciação 201).
A proteína codificada por este gene é um receptor da proteína C , que aumenta a sua activação. A proteína C activada é uma serina protease  com potentes efeitosanti-coagulantes.

## Estrutura
A proteína EPCR é uma proteína de membrana N-glicosilada tipo I, uma proteína que melhora a activação da proteína C. pertence à família de proteína MHC de classe I/CD1, que é caracterizada por ter um sulco profundo, que noutras proteínas da família (mas não em EPCR) é geralmente usado para a ligação ao antígeno.
Como as séries CD1, EPCR tem um lipídio no canal correspondente. A ligação de lipídios em EPCR geralmente é a fosfatidilcolina, mas pode ser a fosfatidiletanolamina, e contribui para a ligação da proteína C, embora, provavelmente, não através de contacto directo.

## Significado clínico
As mutações neste gene têm sido associadas com tromboembolismo venoso e com o enfarto do miocárdio, bem como, com o perda fetal tardia durante a gravidez.